# Peter Blok
Pour les articles homonymes, voir Blok.
Peter Stephanus Blok, né le 7 avril 1960 à La Haye, est un acteur néerlandais de télévision, de cinéma et de théâtre. Il fait aussi du doublage.

## Biographie
Peter Blok fut étudiant à l'Académie de théâtre de Maastricht.

## Filmographie
- 1987 : Caught
- 1990 : Crocodiles in Amsterdam (en)
- 1992 : Traces of Smoke (en)
- 1996 : La robe, et l'effet qu'elle produit sur les femmes qui la portent et les hommes qui la regardent
- 1998 : Daisy: Scratches in the Table (en)
- 2003 : Cloaca (nl)
- 2005 : Live! (en)
- 2006 : Black Book de Paul Verhoeven
- 2012 : Tricked de Paul Verhoeven
- 2012 : De verbouwing de Will Koopman